# ويلسون إدواردز
يشير الحدث الإخباري الكاذب المسمى ويلسون إدواردز إلى الحادثة التي وقعت في يوليو عام 2021، التي اقتبست فيها العديد من وسائل الإعلام الصينية خطابات من عالم أحياء سويسري يدعى ويلسون إدواردز عندما بثت أخبارًا متعلقة بكوفيد-19. أثار هذا الحدث الكثير من النقاشات العامة الكبيرة، إلى أن صرحت السفارة السويسرية في الصين أن هذا الشخص غير موجود. شملت وسائل الإعلام المشاركة بذلك وكالة خدمة أخبار الصين، وصحيفة غلوبال تايمز، ووكالة أنباء شينخوا، وصحيفة الشعب اليومية، وغوانشا سي إن، وتلفزيون سي سي تي في-13، وموقع سي سي بّي الإخباري، وجميعها وسائل إعلام صينية تابعة للدولة.
نشرت العديد من مؤسسات الحزب الشيوعي الصيني (سي سي بّي) أو مؤسسات الحكومة الصينية إضافة إلى وسائل الإعلام، مثل هذه الأخبار على مواقعها الإلكترونية بما فيها اللجنة المركزية لفحص الانضباط، ولجنة الإشراف الوطنية والسفارة الصينية في تيمور الشرقية.

## موجز

### ويلسون إدواردز يدين الولايات المتحدة
اقتبست العديد من وسائل الإعلام التابعة لدولة الصين، بما فيها صحيفة الشعب اليومية وخدمة الصين الإخبارية، ووكالة شينخوا الإخبارية، وصحيفة غلوبال تايمز وسي سي تي في الإخبارية، عدة مرات خطابًا على وسائل التواصل الاجتماعي يتعلق بالتحقيقات في منشأ كوفيد-19، من رجل يدعي أنه عالم أحياء سويسري يدعى ويلسون إدواردز. جاء في خطابه: «على مدى الأشهر الستة الماضية، وخاصة بعد المرحلة الأولى من الدراسة، اشتكت مصادر لمنظمة الصحة العالمية وعدد من زملائها الباحثين من تعرضهم لضغوط هائلة وحتى ترهيب من جانب الولايات المتحدة، إلى جانب بعض وسائل الإعلام»، و «قد أُبلغت أن الولايات المتحدة تسعى إلى التشكيك في مؤهلات هؤلاء العلماء المشاركين في المرحلة الأولى من الدراسة، وإلغاء استنتاجات التقرير الناتج عن هذه المرحلة».

### تصريح السفارة السويسرية في الصين
سرعان ما أثار هذا الخطاب اهتمام السفارة السويسرية في الصين، نظرًا للاستشهاد المتكرر به منذ أواخر شهر يوليو حتى أوائل شهر أغسطس من عام 2021. نشرت السلطات السويسرية، بعد إجراء التحقيقات، تصريحًا على تويتر بتاريخ 10 أغسطس، أشارت فيه إلى أن الأخبار المتعلقة بعالم الأحياء السويسري ويلسون إدواردز قد تكون مزيفة. تضمن التصريح أيضًا ثلاثة توضيحات:
في الأيام القليلة الماضية، نُشر في الصين عدد كبير من المقالات الصحفية والمنشورات على وسائل التواصل الاجتماعي، التي تستشهد بعالم أحياء يُزعم أنه سويسري. في الحين الذي نقدر فيه تسليط الضوء على بلدنا، إلا أنه يتوجب على سفارة سويسرا بكل أسف أن تبلغ الشعب الصيني أن هذه الأخبار مزيفة.
1. لا يوجد أي سجل لمواطن سويسري بهذا الاسم «ويلسون إدواردز».
2. لا يوجد مقالات أكاديمية في مجال علم الأحياء مذكورة تحت هذا الاسم.
3. لم تُفتح صفحة الفيسبوك التي استُشهد بها أنها نشرت تعليقاته إلا في يوم 24 يوليو عام 2021، ولم تنشر سوى مرة واحدة وتحتوي فقط على ثلاثة أصدقاء. على الأرجح أن حساب الفيسبوك هذا لم يُفتح لأغراض التواصل الاجتماعي.

في حين أننا نفترض بأن نشر وسائل الإعلام ومستخدمي الإنترنت لهذه القصة كان بحسن نية، فإننا نطلب من أي شخص نشرها أن يزيلها وينشر تصحيحها.
-سفارة سويسرا في بكين، على تويتر، بتاريخ 10 أغسطس 2021.
ادعت السفارة السويسرية أيضًا عند نشرها لهذه التصريحات، أنها «تبحث عن ويلسون إدواردز» وقالت «إذا كنت موجودًا، نحن نرغب بمقابلتك!». من ناحية ثانية، فإن محاولة مقابلته هذه سرعان ما كانت ستفشل، لأنه صفحة الفيسبوك تحت اسم «ويلسون إدواردز» ألغيت بعد ساعتين من التصريح. حذفت معظم وسائل الإعلام التي استشهدت بالخطاب الأخبار، لكن القليل منها نشرت تصحيحًا بناءً على طلب السفارة السويسرية، في حين أن بعض وسائل الإعلام والمؤسسات الحكومية لم تحذف الأخبار أو التقارير.
يعود تاريخ هذا الخبر الكاذب إلى 27 يوليو، عندما نشر تطبيق فويس أوف ساوث باسيفيك، وهو تطبيق للهاتف المحمول صنعه صينيون في فيجي، أخبارًا باللغة الإنجليزية. أشارت هذه الأخبار إلى ويلسون إدواردز على أنه عالم أحياء سويسري. أعاد موقع غانتشا.سي إن نشر خطاب ويلسون إدواردز على موقع فيسبوك، مثلما ذكرت أخبار صادرة عن التطبيق، مع تعليق مفصل. بتاريخ 31 يوليو، نشرت صحيفة رفرنس نيوز الأخبار أيضًا، وأعيد نشر الخبر إلى العديد من وسائل الإعلام المشهورة بما فيها وكالة أنباء شينخوا. من ناحية ثانية، تضمنت المقاطع الإخبارية الأولى عدة أخطاء في الحقائق، كوصف فويس أوف ساوث باسيفيك على أنه وسيلة إعلام أمريكية. وفقًا لمتجري آب ستور وغوغل بلاي ستور، فإن مطوري هذا التطبيق يعملون في وكالة خدمة أخبار الصين، التي تتبع لمجلس الدولة وقسم الدعاية في اللجنة المركزية للحزب الشيوعي الصيني.